# Bandera de Malàisia
La bandera de Malàisia es compon de 14 faixes, que alternen blanc i vermell, ja que el país té una estructura federal i en un principi hi havia 14 estats. Quan Singapur va deixar la federació es van mantenir les 14 faixes i es va atribuir la 14a al districte federal. La faixa inferior és blanca, mentre que la superior és vermella, i es diferencia així de la bandera dels Estats Units. El quarter superior esquerre és de color blau amb una lluna i una estrella de 14 puntes, ambdues de color or.

## Construcció i dimensions

Plantilla per fabricar la bandera.

## Banderes històriques

Regne de Sarawak (1870-1946)
Colònia de Sarawak (1946-1963)
Protectorat britànic de Borneo del Nord (1882-1902)
Protectorat britànic de Borneo del Nord (1902-1946)
Colònia reial de Borneo del Nord (1948-1963)
Colònia reial de Labuan (1912-1946)
Colònies de l'Estret (1904-1925)
Colònies de l'Estret (1925-1946)
Colònia reial de Penang (1946-1949)
Colònia reial de Malaca (1946-1957)
Colònia reial de Singapur (1946-1952)
Colònia reial de Singapur (1952-1959)
Estats Malais Federats (1896-1946)
Federació Malaia (1950-1963)